# Pavilly
Pavilly es una comuna francesa situada en el departamento de Sena Marítimo, en la región Normandía.

## Demografía
| 4276 | 5024 | 5593 | 5442 | 5729 | 6140 | 6260 |
| Para los censos de 1962 a 1999 la población legal corresponde a la población sin duplicidades (Fuente: INSEE [Consultar]) |      |      |      |      |      |      |